# Jakob Felsing
Georg Jakob Felsing (né le 22 juillet 1802 à Darmstadt, mort le 9 juin 1883 dans la même ville) est un graveur et imprimeur hessois.

## Biographie
Felsing est le fils du graveur et imprimeur Johann Conrad Felsing et le frère de Johann Heinrich Felsing, qui poursuit également cette carrière. Il fait d'abord son apprentissage auprès de son père puis, après sa mort en 1819, auprès de l'architecte de Darmstadt Georg Moller. Moller lui obtient une bourse de 500 florins du souverain Louis Ier de Hesse ; Louis Ier avait déjà soutenu le père de Felsing en tant que prince héréditaire. En 1822, il entre à l'Académie des beaux-arts de Brera à Milan, où il y a une excellente école de gravure sous la direction de Giuseppe Longhi. Il y rencontre Ernst Fries et Johann Heinrich Dannecker.

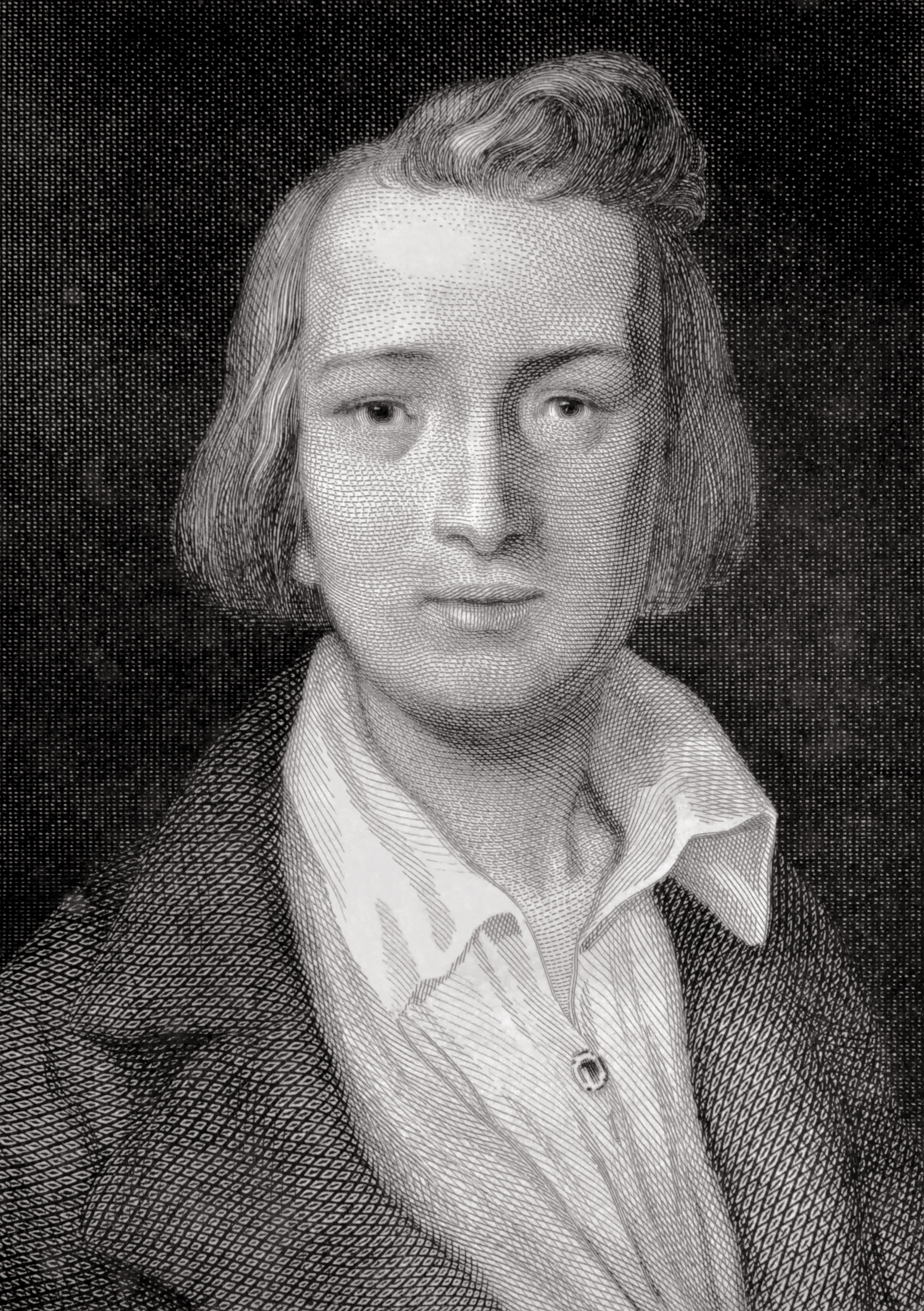
Portrait de Heinrich Heine d'après un dessin de Tony Johannot, 1837.jpg

En 1823, il remporte une médaille d'argent de l'Académie pour la représentation de la tête colossale de Lucius Aurelius Verus, après quoi son souverain prolonge sa bourse. De nombreux voyages l'amènent à travers le nord de l'Italie. En 1828, il reçoit la médaille d'or de l'Académie pour la gravure Gesú all'Orto d'après Carlo Dolci qu'il grave sous la direction de Raffaello Morghen. En 1829, il se rend à Rome et à Naples, où il reste un an. Il retourne ensuite à Florence, où l'Académie le nomme "professeur de prima classa".
En 1832, il retourna à Darmstadt, où il obtient un emploi de graveur à la Cour. En 1836, il épouse une amie de sa sœur. Dans la période qui suit, il entreprend de nombreux voyages. Lors d'un séjour à Paris, il est influencé par le style d'Auguste Gaspard Louis Desnoyers et à Munich par les principes des artistes de la région. En 1854, il reçoit également le titre de professeur à Darmstadt et est élu le 22 novembre à l'Académie des beaux-arts à Paris. Il grave sur cuivre de nombreuses œuvres de l'École de peinture de Düsseldorf. En 1866, sa femme Auguste décède. Il prend conscience que le métier de reproducteur-graveur connaît une popularité artistique décroissante et est progressivement remplacé par la photographie, il démissionne professionnellement et artistiquement. Il démissionne aussi en 1876 de la présidence de l'Association des arts de Darmstadt (de), qu'il occupait depuis quarante ans.